# 프로즌 버블
《프로즌 버블》(Frozen Bubble)은 자유 소프트웨어 퍼즐 보블 스타일의 컴퓨터 게임이다. 펄로 프로그래밍된 버전과 자바로 프로그래밍된 버전이 존재한다. 펄 버전은 리눅스와 BSD와 같은 POSIX 호환 운영 체제에서 실행 가능한 반면, 자바 버전은 자바를 지원하는 운영 체제에서 실행 가능하다.
초기의 프로즌 버블은 Guillaume Cottenceau가 펄로 작성하였으며 심플 다이렉트미디어 레이어(SDL) 라이브러리를 이용한다. 이 게임은 100개의 레벨 및 레벨 에디터를 보유하고 있다.
이 게임은 GNU GPL 라이선스로 공개되었다.

## 수상
- Best Free Game - Linux Game Tome Awards[3]
- 2003 Editors' Choice: Game - 리눅스 저널[2][4]
- 2003 Readers' Choice: Favorite Linux Game - 리눅스 저널[5]
- 2004 Readers' Choice: Favorite Linux Game - 리눅스 저널[6]
- 2005 Readers' Choice: Favorite Linux Game - 리눅스 저널[7]
- 2008 Readers' Choice: Favorite Linux Game - 리눅스 저널[8]
- 2009 Readers' Choice: Favorite Linux Game - 리눅스 저널[9]
- 2010 Readers' Choice: Favorite Linux Game - 리눅스 저널[10]

## 같이 보기
- 퍼즐 보블